# Rafael Romero Calvet
Rafael Romero Calvet (c. 1884-c. 1925) fue un ilustrador español, miembro de la tertulia del café de Pombo junto a Ramón Gómez de la Serna.

## Biografía
Malagueño, habría nacido hacia 1885 según Manuel Abril. Moreno Villa sin embargo habla de él en sus memorias como natural de Marbella. Residente en la Residencia de Estudiantes de Madrid, fue «gran amigo» de Ramón Gómez de la Serna, a quien al parecer se empeñaba en disputar la paternidad de las “greguerías”. Romero Calvet fue miembro fundador de la tertulia del café de Pombo junto a Gómez de la Serna. Estudios posteriores anotan que, a la edad de treinta y siete años, Romero Calvet «perdida la razón, tuvo que ser recluido en un manicomio, donde murió». En la ficha de la Biblioteca Nacional de España se data su muerte hacia 1925. En 1933, Salvador González Anaya escribía que Romero Calvet falleció «cuando empezaba a ser famoso por sus obras extrañas y originales», por lo que su muerte antes de dicha fecha queda confirmada.

## Obra
Contribuyó con sus ilustraciones a las portadas de las colecciones literarias El Cuento Semanal y Los Contemporáneos. También trabajó para la Editorial Calleja, con aportaciones en la serie de "Cuentos de Calleja en Colores", que más adelante sufrirían la censura franquista. Eduardo Zamacois subraya la fascinación que en su obra habría ejercido la idea de la muerte. Manuel Abril dejó una elogiosa reseña de una exposición que Romero Calvet hizo en el Ateneo de Madrid.
De su colaboración con Ramón Gómez de la Serna puede destacarse la cubierta para su libro Pombo, biografía del célebre café y de otros cafés famosos, publicado en Buenos Aires en 1941.

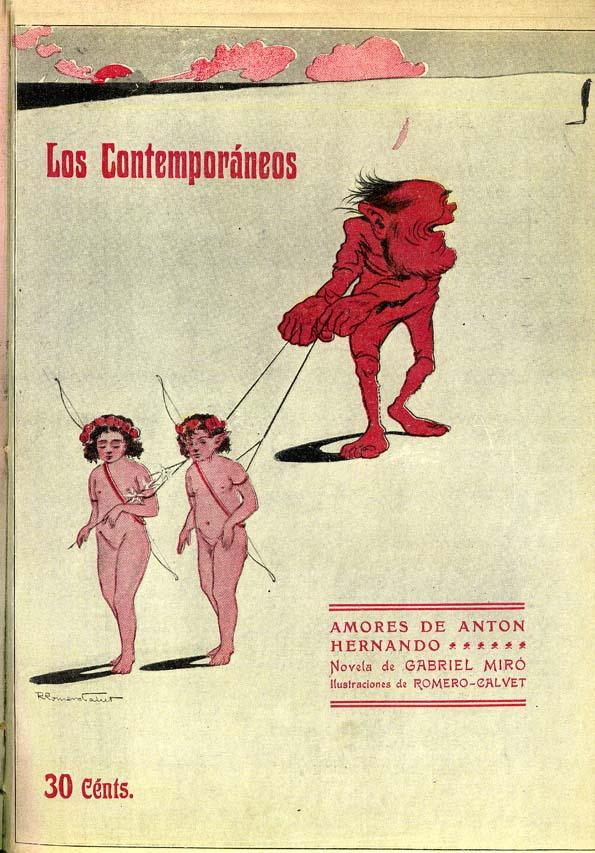
Amores de Antón Hernando (1909)
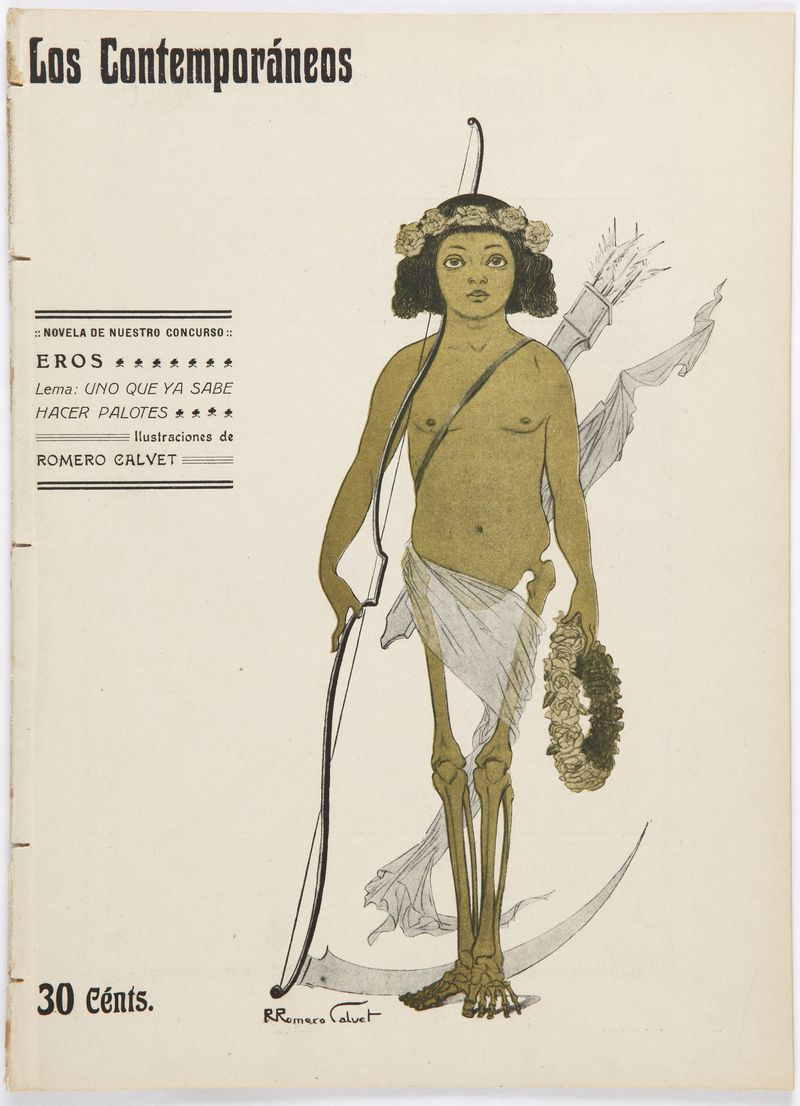
Eros (1910)
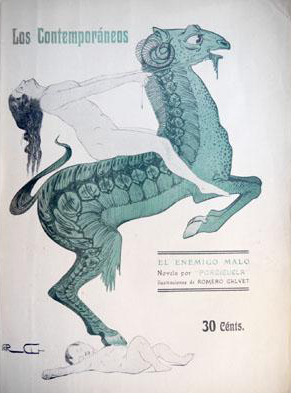
El enemigo malo (1910)
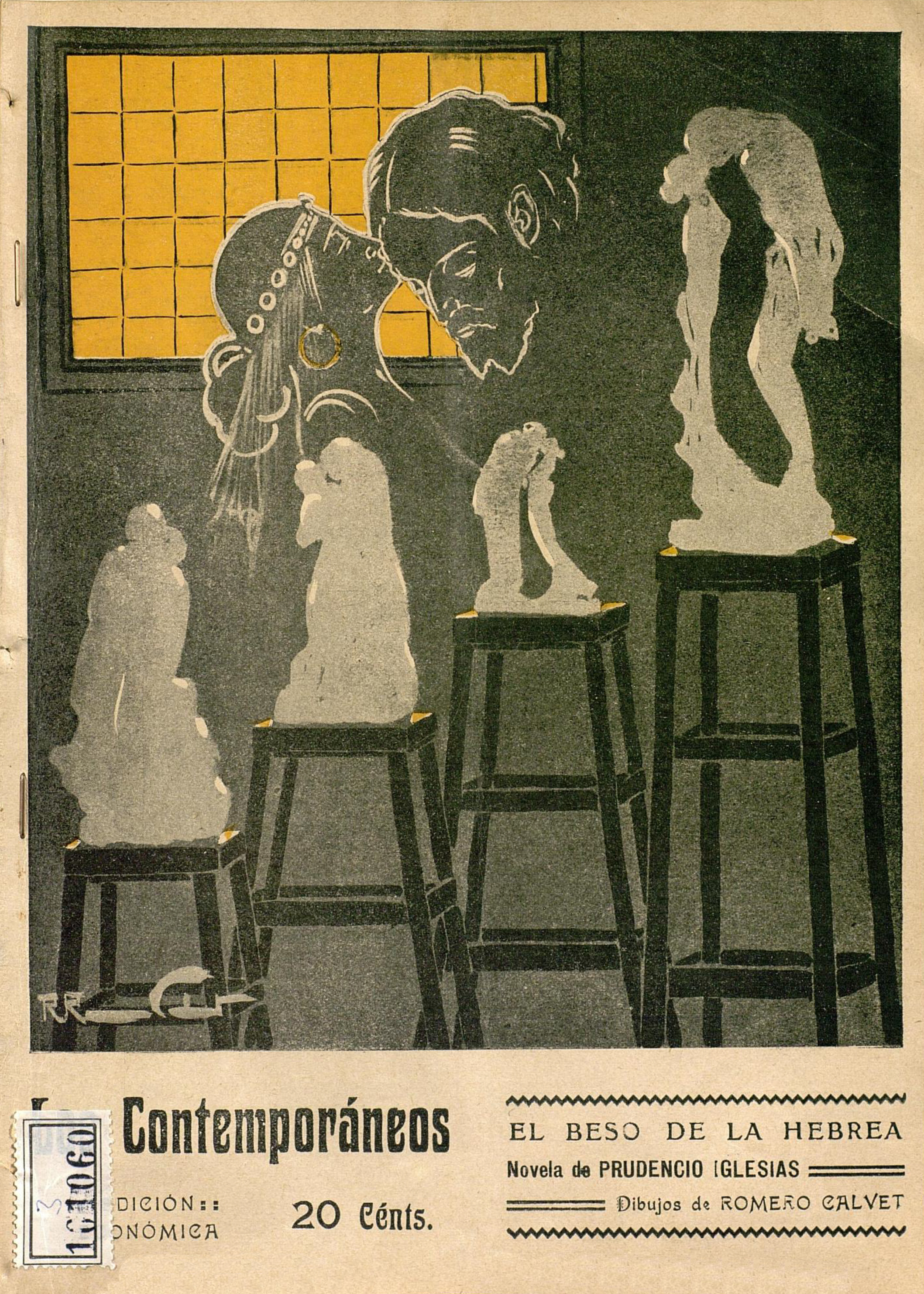
El beso de la hebrea (1911)
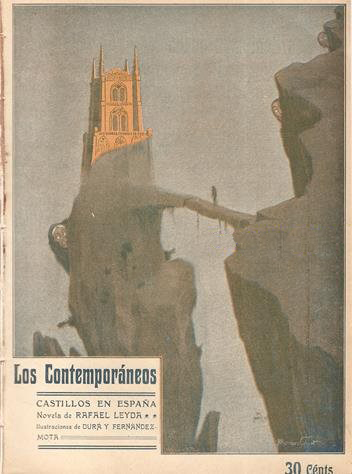
Castillos en España (1912)
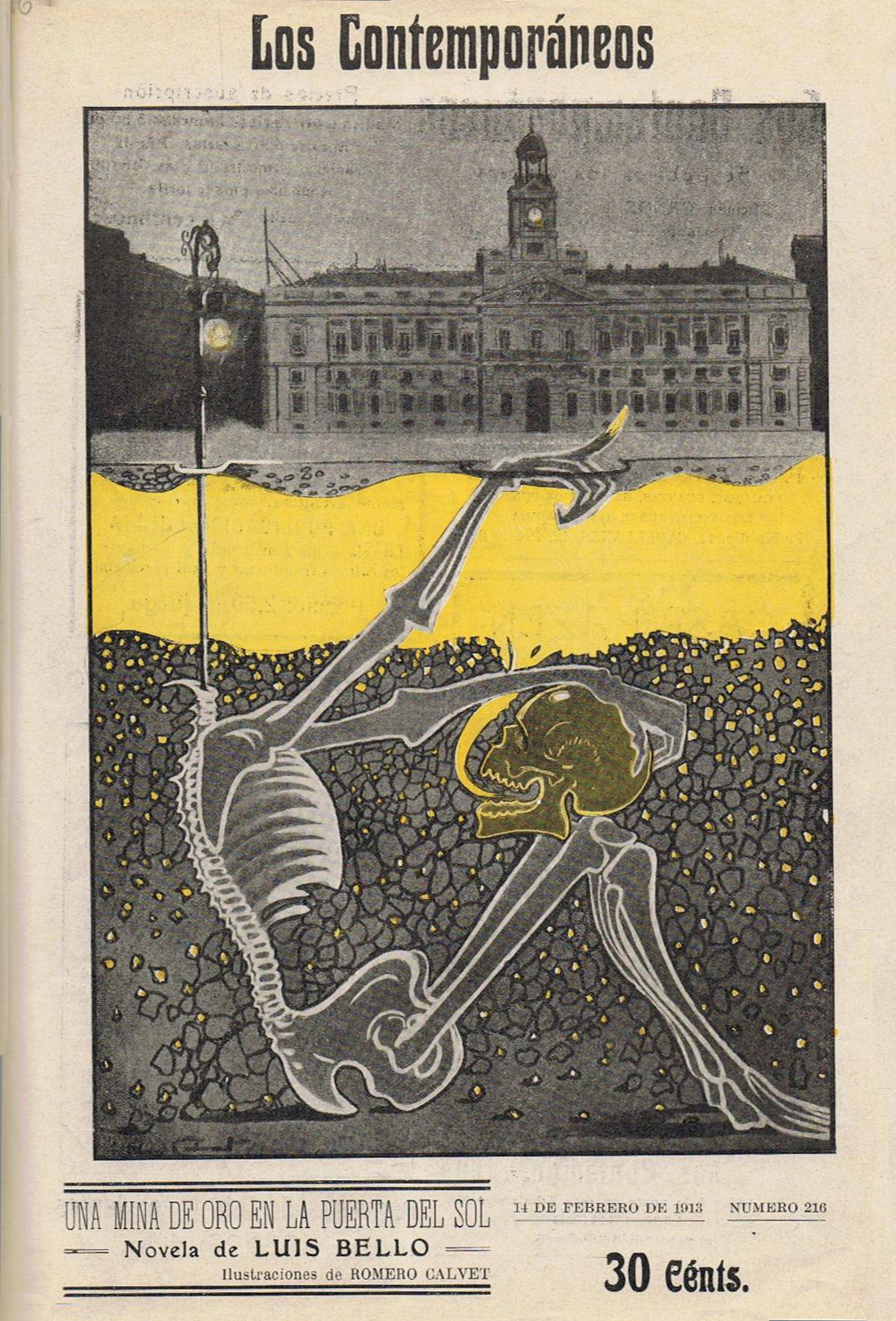
Una mina de oro en la Puerta del Sol (1913)
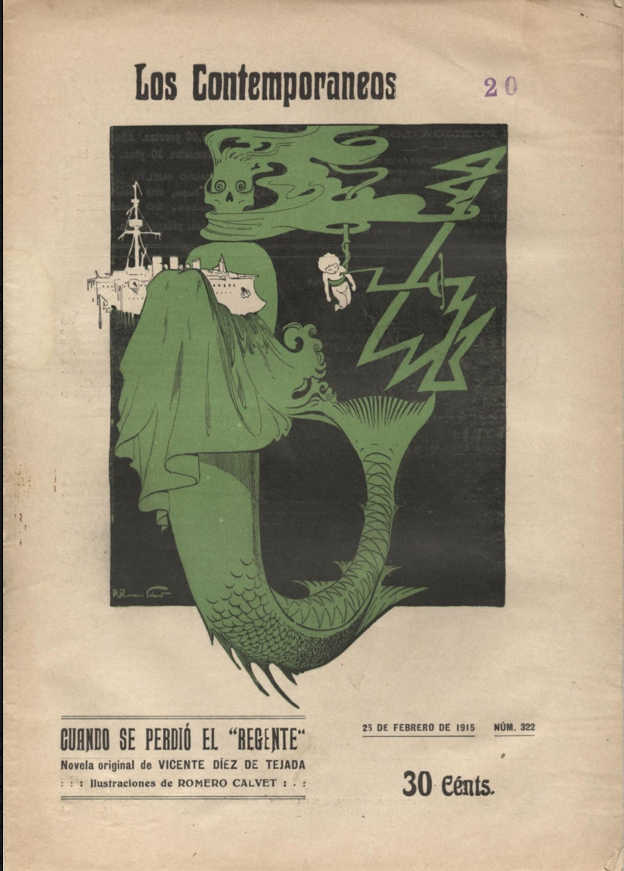
Cuando se perdió el "regente" (1915)
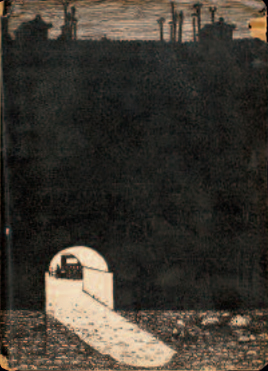
Pombo (1918)